# Leslie Mottram
Leslie "Les" William Mottram (5 de marzo de 1951) es un exárbitro escocés de fútbol conocido por dirigir dos partidos en la Copa Mundial de Fútbol 1994 de los Estados Unidos. Mottram también pitó encuentros en la Eurocopa 1996 de Inglaterra, entre ellos la semifinal entre Francia y la República Checa. Es conocido por haber ejercido como árbitro FIFA entre 1991 y 1996. to 1996.
Mottram se volcó al arbitraje después de una breve carrera profesional como futbolista en el Airdrie.
Se convirtió en referí profesional cuando abandonó Escocia para impartir justicia en la J. League japonesa en 1996. A pesar de que su contrato original era por solo tres meses, los organizadores de la J. League, quienes quedaron impresionados con el nivel mostrado por el escocés, le renovaron el acuerdo por más tiempo. Así, Mottram dirigió 147 partidos en J1, 15 en J2 y 25 en la Copa J. League desde 1996 a 2001, incluso cada juego de playoff entre 1997 y 2001, además de recibir cuatro veces el premio al mejor árbitro entre las temporadas 1998 y 2002.
Se retiró de la actividad en 2002 y fue nombrado como jefe instructor de árbitros por la Asociación de Fútbol de Japón. Trabajó en este cargo los siguientes cuatro años y además lo incorporaron al comité de disciplina de la liga por un breve tiempo. Finalmente, fue premiado con una medalla al mérito en la ceremonia de la temporada 2005, para posteriormente dejar Japón y retornar a su Escocia natal.